# Bactrocythara asarca
Bactrocythara asarca är en snäckart som först beskrevs av Dall och Simpson 1901.  Bactrocythara asarca ingår i släktet Bactrocythara och familjen kägelsnäckor. Inga underarter finns listade i Catalogue of Life.